# Svalbard y Jan Mayen

Bandera de Noruega, utilizada para representar a Svalbard y Jan Mayen

Ubicación de Svalbard

Svalbard y Jan Mayen es una denominación utilizada por la ISO 3166-1 con fines estadísticos, en el que se agrupan dos territorios de Noruega con jurisdicciones separadas: Svalbard y Jan Mayen.
Tanto Svalbard como Jan Mayen son "parte del Reino de Noruega", aunque no están asignadas a ningún condado en particular. A pesar de ser áreas no incorporadas, ni Svalbard ni Jan Mayen se consideran formalmente una dependencia.
El archipiélago ártico de Svalbard se encuentra totalmente bajo soberanía noruega amparado en el estatus especial dado de acuerdo con el Tratado de Svalbard, el cual también establece ciertas normas y obligaciones. Svalbard, por ejemplo, no forma parte del Acuerdo de Schengen que rige en el resto del país (incluida Jan Mayen), y en este territorio los inmigrantes no necesitan visa para trabajar o vivir. El territorio de Svalbard es administrado por un gobernador representante del Ministerio de Justicia y Policía.
La remota isla de Jan Mayen es un territorio integrado a Noruega y en ella no se aplican ninguna de las consideraciones establecidas para Svalbard. Entre 1930 y 1994, Jan Mayen fue administrada por el gobernador de Svalbard, pero desde 1995 depende del gobernador del condado de Nordland. Desde esa fecha, Jan Mayen no tiene ninguna conexión administrativa con el archipiélago de Svalbard, ubicado a más de 1000 kilómetros de distancia.
A pesar de las diferencias entre la administración de ambos territorios, la ISO los considera como uno solo en su lista de códigos de países y territorios dependientes. Esto se debería a que, cuando la ISO propuso crear un código especial para Svalbard, el Ministerio de Relaciones Exteriores noruego habría propuesto incluir a Jan Mayen.
Existen otras clasificaciones que agrupan a ambos territorios, como por ejemplo la División de estadísticas de las Naciones Unidas que tiene una sección especial para "Svalbard y Jan Mayen" para no incluir dichos datos en la sección general de "Noruega".
Además, de acuerdo con la lista ISO 3166-1 alpha-2, Svalbard y Jan Mayen comparten el código SJ, reservado como su dominio de internet ccTLD, .sj. A pesar de ello, los residentes de ambos territorios usan el código de Noruega, .no, mientras .sj se mantiene sin uso.